# 李祖勋
李祖勋（525年—575年），字孝谋，赵郡柏仁县（今河北省邢台市隆尧县）人，出自赵郡李氏东祖，东魏上党郡太守李希宗第二子，北齐外戚、官员。

## 生平
李祖勋在东魏时期由高澄引荐，以大将军府参军事为起家官。齐文宣帝高洋接受禅让后，李祖勋出任通直散骑侍郎，升任太子洗马、秘书丞、尚食典御，加通直散骑常侍，转任给事黃门侍郎。齐文宣帝以李祖勋的女儿李难胜为太子高殷的妃子，加李祖勋侍中，又加上仪同三司，封丹杨郡王，很快改授假仪同三司，降封为公爵。高殷即位为皇帝后，李祖勋出任使持节、都督赵州诸军事、赵州刺史。高殷被废为济南王后，李祖勋升任侍中、金紫光禄大夫。太宁年间，李祖勋的妹妹昭信皇后李祖娥受到齐武成帝高湛的宠爱，李祖勋出任齐州刺史。李祖勋在齐州贪污受贿名声败坏，被定罪免官，又被起用出任光州刺史。李祖勋性格贪婪傲慢，加上他的夫人崔湘渏骄矜纵恣干预政务，当时的舆论鄙视他。女侍中陸令萱的母亲元氏，是李祖勋夫人崔湘渏的姨母，李祖勋因此依附陸令萱，又出任西兗州刺史、开府仪同三司、左光禄大夫。武平三年（572年），李祖勋兼任殿中尚书，很快正式担任殿中尚书。李祖勋没有才干，从小到大历任官职都没有可以称道的。武平六年四月（575年），李祖勋去世，虚岁五十一，朝廷赠予使持节、都督赵沧瀛三州诸军事、赵州刺史、尚书右仆射、司空公，谥号文孝。武平七年岁在丙申十一月丙子朔七日壬午（576年12月13日）葬于旧城，其墓志全名《齐故司空文孝李公之铭》。武平年间，将要封胡皇后的哥哥胡君璧等人为王，又归还恢复了李祖勋的王爵。

## 其他
齐文宣帝将要为皇太子高殷娶尚书郎郑雏的女儿为良娣，李祖昇兄弟有些敬畏郑雏。杨愔上奏授予郑雏为赵郡太守，李祖昇兄弟身穿朝服到郑雏家门，投递名帖拜见。齐文宣帝听说后高兴，笑着说：“足以杀杀李家小子的威风了。”

## 家庭

### 高祖
- 李顺，北魏太尉、高平宣王[1]

### 曾祖
- 李式，北魏兖州刺史、康侯[1]

### 祖父
- 李宪，北魏仪同、文靖公[1]

### 父母
- 李希宗，东魏司空、文简公[1]
- 崔幼妃，出自博陵崔氏的博陵第二房，北魏后将军、殷州刺史崔楷第三女

### 兄弟姐妹
- 李祖昇，北齐齐州刺史
- 李祖猗，嫁东魏安乐王元昂
- 李祖娥，嫁齐文宣帝高洋
- 李祖钦，北齐光禄卿、竟陵王
- 李祖纳，北齐散骑常侍

### 夫人
- 崔湘渏，出自博陵崔氏，封兰陵郡君，建德六年在赵郡防子城去世，虚岁四十五[5]

### 子女
- 李难胜，北齐废帝高殷夫人